# Eduardo Jiménez de Aréchaga
Eduardo Jiménez de Aréchaga (* 8. Juni 1918 in Montevideo; † 5. April 1994 in Punta del Este) war ein Jurist aus Uruguay. Er absolvierte seine juristische Ausbildung an der Universidad de la República und schloss sein Studium 1942 mit einem Doktorat ab. An der gleichen Universität war er von 1946 bis 1969 als Professor für internationales Recht tätig, darüber hinaus lehrte er auch an der Universidad Católica del Uruguay.
Er gehörte ab 1947 der Abteilung für Angelegenheiten des Sicherheitsrates der Vereinten Nationen (UN) sowie mehrfach den Delegationen seines Heimatlandes zu den Sitzungen der UN-Generalversammlung an. Von 1961 bis 1969 war er Mitglied der Völkerrechtskommission der UN, während dieser Zeit leitete er die Kommission 1963 als Chairman. Vom 15. Mai 1968 bis zum 17. Dezember 1968 bekleidete er das Amt des Innenministers von Uruguay. Anschließend wirkte er von 1970 bis 1979 als Richter am Internationalen Gerichtshof (IGH). In den letzten drei Jahren seiner Amtszeit, von 1976 bis 1979, war er dabei Präsident des Gerichts. Während dieser Zeit erhielt er 1978 die Manley-O.-Hudson-Medaille der Amerikanischen Gesellschaft für internationales Recht, die ihn zehn Jahre zuvor bereits zu ihrem Ehrenmitglied ernannt hatte. Unter seiner Leitung wurde unter anderem eine Überarbeitung der Verfahrensregeln des IGH erfolgreich abgeschlossen, die rund ein Jahrzehnt in Anspruch genommen hatte.
Eduardo Jiménez de Aréchaga kehrte nach dem Ende seiner neunjährigen Amtszeit aus familiären Gründen in sein Heimatland zurück. Er wirkte in der Folgezeit mehrfach erfolgreich als Vermittler sowie zweimal als Ad-hoc-Richter am IGH. Ab 1979 gehörte er dem neu eingerichteten Verwaltungsgericht der Weltbank an, dem er zehn Jahre lang als Präsident vorstand. Er kam 1994 durch einen Verkehrsunfall ums Leben. Eduardo Jiménez de Aréchaga galt in seinem Wirken als unbeeinflusst von ideologischen Ansichten und wird als einer der herausragendsten lateinamerikanischen Völkerrechtsexperten seiner Zeit angesehen.

## Werke (Auswahl)
- Voting and the Handling of Disputes in the Security Council. New York 1950
- Derecho constitucional de las Naciones Unidas: Comentario teorético-práctico de la Carta. Madrid 1958
- El derecho Internacional Contemporáneo. Madrid 1980